# Strom generála Shermana

Strom generála Shermana

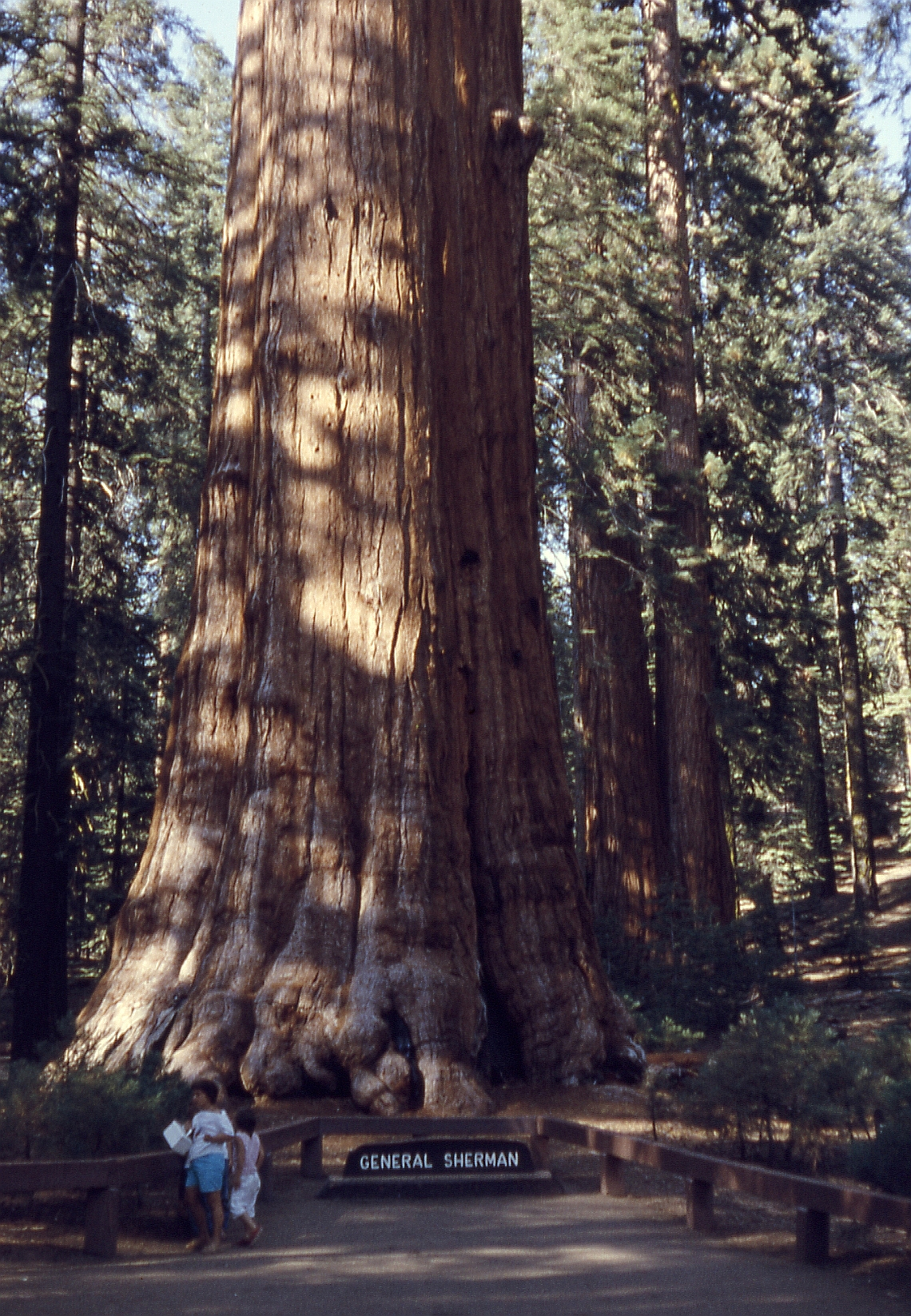
Kmen Stromu generála Shermana

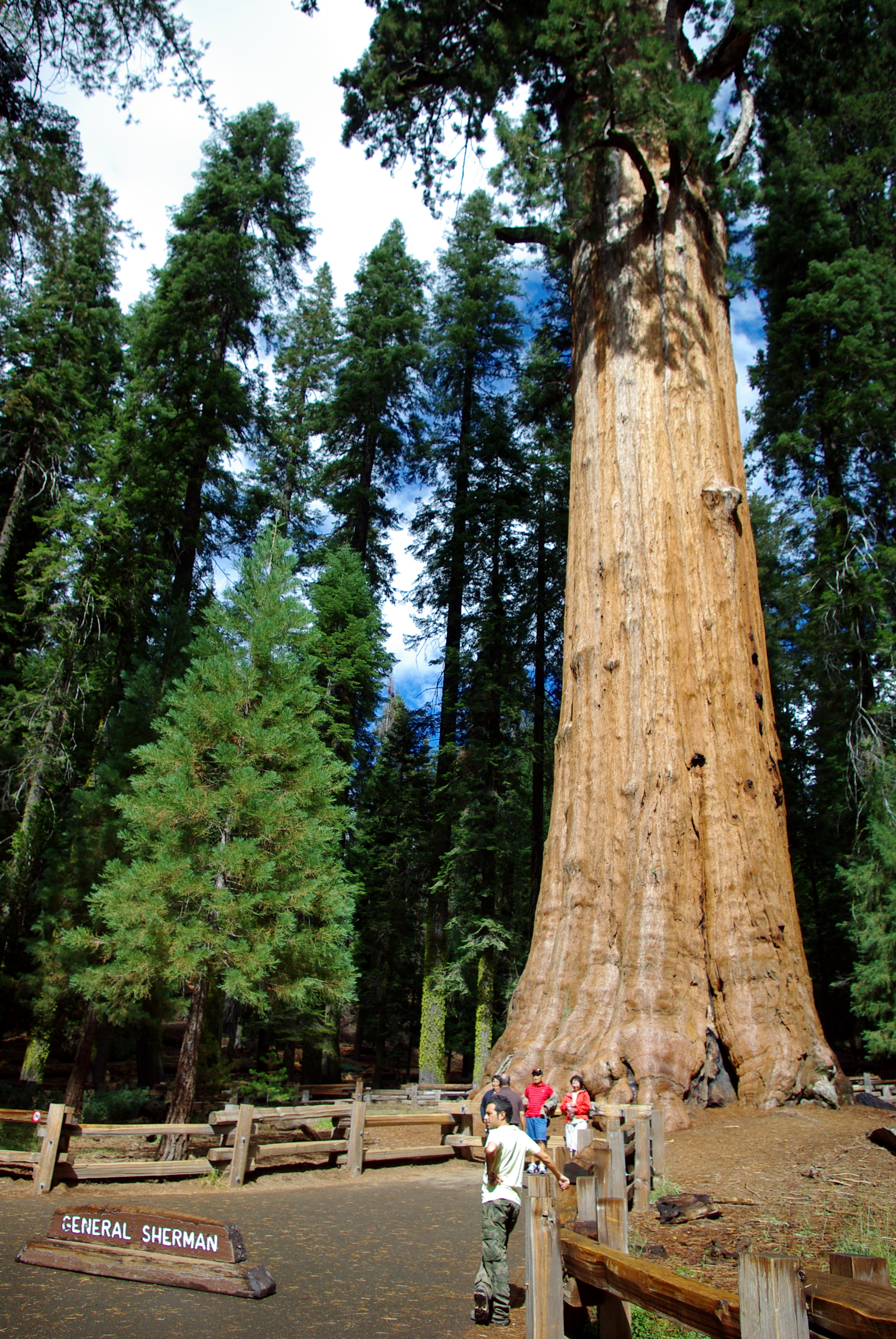
Návštěvníci před Stromem generála Shermana

Strom generála Shermana nebo také Generál Sherman (anglicky General Sherman Tree) je sekvojovec obrovský (Sequoiadendron giganteum) s výškou 83,8 metrů. V roce 2002 byl objem kmene asi 1487 m³, což z něj udělalo největší strom podle objemu. Strom stojí v Obřím lese v národním parku Sequoia v USA, východně od města Visalia v Kalifornii. Odhaduje se, že strom je starý asi 2300 až 2700 let.
Strom v roce 1879 pojmenoval po generálu americké občanské války Williamu Tecumsehu Shermanovi přírodovědec James Wolverton, který sloužil jako nadporučík v 9. indiánské kavalerii pod Shermanovým vedením. V roce 1931, po srovnání s nedaleko stojícím Stromem generála Granta, byl Strom generála Shermana označen za největší strom na světě. Určujícím faktem bylo měření objemu dřeva.

## Specifikace
| Výška od země                 | 83,8 m   |
| Obvod na zemi                 | 31,3 m   |
| Maximální průměr na zemi      | 11,1 m   |
| Průměr ve výši 1,4 m nad zemí | 7,7 m    |
| Průměr ve výši 18 m nad zemí  | 5,3 m    |
| Průměr ve výši 55 m nad zemí  | 4,3 m    |
| Průměr největší větve         | 2,1 m    |
| Výška první větve od země     | 39,6 m   |
| Průměrná šířka koruny         | 32,5 m   |
| Odhad objemu kmene            | 1487 m³  |
| Odhad celkové hmotnosti       | 6167 tun |
| Odhad hmotnosti za mokra      | 1910 tun |
| Odhad hmotnosti suchého dřeva | 1121 tun |